# Смульськ
Смульськ (пол. Smólsk) — село в Польщі, у гміні Влоцлавек Влоцлавського повіту Куявсько-Поморського воєводства.
Населення — 304 особи (2011).
У 1975-1998 роках село належало до Влоцлавського воєводства.

## Демографія
Демографічна структура станом на 31 березня 2011 року:
|          | Загалом | Допрацездатний вік | Працездатний вік | Постпрацездатний вік |
| -------- | ------- | ------------------ | ---------------- | -------------------- |
| Чоловіки | 155     | 33                 | 107              | 15                   |
| Жінки    | 149     | 20                 | 99               | 30                   |
| Разом    | 304     | 53                 | 206              | 45                   |